# Van Nuys (Metro de Los Ángeles)
Van Nuys es una estación de autobuses de tránsito rápido en la línea G del Metro de Los Ángeles y es administrada por la Autoridad de Transporte Metropolitano del Condado de Los Ángeles. Está ubicada en Van Nuys, en el Valle de San Fernando de Los Ángeles, cerca de Van Nuys Blvd.
El 21 de febrero de 2025, la estación de bus está cerrada y será reconstruida como una estación elevada por el boulevard Van Nuys para transicional la estación para tren ligero. La línea G y la futura estación del Proyecto de Tren Ligero del Este del Valle de San Fernando usarán la nueva estación para diciembre de 2027.
No debe confundirse con la estación Van Nuys de la línea Ventura County de Metrolink.

## Conexiones de autobús
- Metro Local: 154, 233, 237[2]
- Metro Rapid: 761[3]
- LADOT DASH: Van Nuys/Studio City[4]